# Sveriges Radios julotta
Sveriges Radios julotta är en radiogudstjänst, som traditionsenligt sänds under juldagens morgon i Sveriges Radio. Varje juldag sänder man från en viss kyrka. De första åren sändes julottor från olika kyrkor ut över olika sändare. Under åren 1961-1966, 1968-1969 och 1971-1976 samsändes julottan med Sveriges Televisions julotta.

## Lista
| Årtal | Plats |
| 1924  | S:t Jacobs kyrka, Stockholm (Stockholm och Malmö) Kristine kyrka, Falun (Falun)                                                                                              |
| 1925  | Engelbrektskyrkan, Stockholm Kristine kyrka, Falun (Falun) Överluleå kyrka, Boden (Boden) Sundsvalls kyrka, Sundsvall (Sundsvall)                                            |
| 1926  | Gustav Vasa kyrka, Stockholm Överluleå kyrka, Boden (Boden) Kristine kyrka, Falun (Falun) Kristine kyrka, Jönköping (Jönköping)                                              |
| 1927  | Engelbrektskyrkan, Stockholm (Stockholm och Motala) Sankt Petri kyrka, Malmö (Malmö och Göteborg) Överluleå kyrka, Boden (Boden och Sundsvall) Kristine kyrka, Falun (Falun) |
| 1928  | S:t Jacobs kyrka, Stockholm Överluleå kyrka, Boden (Boden) |
| 1929  | Högalidskyrkan, Stockholm |
| 1930  | Lunds domkyrka |
| 1931  | Högalidskyrkan, Stockholm |
| 1932  | Engelbrektskyrkan, Stockholm |
| 1933  | S:t Jacobs kyrka, Stockholm |
| 1934  | S:t Petri kyrka, Malmö |
| 1935  | Lunds domkyrka |
| 1936  | Göteborgs domkyrka |
| 1937  | Leksands kyrka |
| 1938  | Leksands kyrka |
| 1939  | Storkyrkan, Stockholm |
| 1940  | Växjö domkyrka |
| 1941  | Viksta kyrka |
| 1942  | Lunds domkyrka |
| 1943  | Seglora kyrka, Skansen, Stockholm |
| 1944  | Storkyrkan, Stockholm |
| 1945  | Hedvig Eleonora kyrka, Stockholm |
| 1946  | S:t Petri kyrka, Malmö |
| 1947  | Leksands kyrka |
| 1948  | Arvika västra kyrka |
| 1949  | Slottskyrkan, Stockholm |
| 1950  | Lunds domkyrka |
| 1951  | Spånga kyrka, Stockholm |
| 1952  | Kalmar slottskyrka |
| 1953  | Seglora kyrka, Skansen, Stockholm |
| 1954  | Storkyrkan, Stockholm |
| 1955  | Lunds domkyrka |
| 1956  | Lunds domkyrka |
| 1957  | Örnsköldsviks kyrka |
| 1958  | Själevads kyrka |
| 1959  | Järvsö kyrka |
| 1960  | Svärdsjö kyrka |
| 1961  | Skeppsholmskyrkan, Stockholm |
| 1962  | Leksands kyrka |
| 1963  | Storkyrkan, Stockholm |
| 1964  | Danderyds kyrka |
| 1965  | Solna kyrka |
| 1966  | Tyresö kyrka |
| 1967  | Kalmar domkyrka |
| 1968  | Kungsholms kyrka, Stockholm |
| 1969  | Turinge kyrka |
| 1970  | Växjö domkyrka |
| 1971  | Sorunda kyrka |
| 1972  | Råda kyrka |
| 1973  | Umeå stads kyrka |
| 1974  | Botkyrka kyrka |
| 1975  | Danderyds kyrka |
| 1976  | Torslanda kyrka |
| 1977  | Härnösands domkyrka |
| 1978  | Storkyrkan, Stockholm |
| 1979  | Klosters kyrka, Eskilstuna |
| 1980  | Storkyrkan, Stockholm |
| 1981  | Sankt Andreas kyrka, Malmö |
| 1982  | Hässelby villastads kyrka |
| 1983  | Gottsunda kyrka, Uppsala |
| 1984  | Betlehemskyrkan, Göteborg |
| 1985  | Rättviks kyrka |
| 1986  | Sälens fjällkyrka |
| 1987  | Bunkeflo kyrka |
| 1988  | Uppsala domkyrka |
| 1989  | Sollentuna kyrka |
| 1990  | Göteborgs domkyrka |
| 1991  | Mikaelskyrkan, Örebro |
| 1992  | Korsbackakyrkan, Kävlinge |
| 1993  | Sköns kyrka, Sundsvall |
| 1994  | Sankt Nikolai kyrka, Örebro |
| 1995  | Frälsningsarmén och Metodistförsamlingen, Nässjö |
| 1996  | Hässleholms kyrka |
| 1997  | Olaus Petri kyrka, Örebro |
| 1998  | Tegs kyrka, Umeå |
| 1999  | Örgryte gamla kyrka, Göteborg |
| 2000  | Reftele kyrka |
| 2001  | Örgryte nya kyrka, Göteborg |
| 2002  | Annedalskyrkan, Göteborg |
| 2003  | Vinslövs kyrka |
| 2004  | Axbergs kyrka |
| 2005  | Kirsebergs kyrka, Malmö |
| 2006  | Sankt Sigfrids folkhögskola, Växjö |
| 2007  | Järnboås kyrka |
| 2008  | Mariakyrkan, Göteborg |
| 2009  | Tavelsjö kyrka |
| 2010  | Längbro kyrka, Örebro |
| 2011  | Södra vätterbygdens folkhögskola, Jönköping |
| 2012  | Hovsta kyrka |
| 2013  | Backens kyrka, Umeå |
| 2014  | Sundals-Ryrs kyrka, Dalsland |
| 2015  | Eksjö kyrka |
| 2016  | Betelkyrkan, Örebro |
| 2017  | Backens kyrka, Umeå |
| 2018  | Vika kyrka, Falun |
| 2019  | Hemsjö kyrka, Alingsås |
| 2020  | Backens kyrka, Umeå |
| 2021  | Älvdalens kyrka |
| 2022  | Mörrums kyrka |
| 2023  | Sankt Sigfrids kapell, Växjö |
| 2024  | Betlehemskyrkan, Göteborg |
| ----- | --- |

### Fotnoter
1. 1 2  ”Torsdagens radioprogram”. Svenska Dagbladet. 24 december 1924. Läst 9 december 2019.
2. 1 2 3 4  ”Fredagens radioprogram”. Svenska Dagbladet. 24 december 1925. Läst 9 december 2019.
3. 1 2 3 4  ”Juldagens radioprogram”. Svenska Dagbladet. 24 december 1926. Läst 9 december 2019.
4. 1 2 3 4  ”Söndagens radioprogram”. Svenska Dagbladet. 24 december 1927. Läst 9 december 2019.
5. 1 2  ”Tisdagens radioprogram”. Svenska Dagbladet. 24 december 1928. Läst 9 december 2019.
6. ↑  ”SR, P1 1979-12-25”. Svensk mediedatabas. 25 december 1979. http://smdb.kb.se/catalog/id/003108230. Läst 25 december 2014.
7. ↑  ”SR, P1 1980-12-25”. Svensk mediedatabas. 25 december 1980. http://smdb.kb.se/catalog/id/003113087. Läst 25 december 2014.
8. ↑  ”SR, P1 1981-12-25”. Svensk mediedatabas. 25 december 1981. http://smdb.kb.se/catalog/id/003116229. Läst 25 december 2014.
9. ↑  ”SR, P1 1982-12-25”. Svensk mediedatabas. 25 december 1982. http://smdb.kb.se/catalog/id/003261893. Läst 25 december 2014.
10. ↑  ”SR, P1 1983-12-25”. Svensk mediedatabas. 25 december 1983. http://smdb.kb.se/catalog/id/003140728. Läst 25 december 2014.
11. ↑  ”SR, P1 1984-12-25”. Svensk mediedatabas. 25 december 1984. http://smdb.kb.se/catalog/id/003144411. Läst 25 december 2014.
12. ↑  ”SR, P1 1985-12-25”. Svensk mediedatabas. 25 december 1985. http://smdb.kb.se/catalog/id/001877593. Läst 25 december 2014.
13. ↑  ”SR, P1 1986-12-25”. Svensk mediedatabas. 25 december 1986. http://smdb.kb.se/catalog/id/001878000. Läst 25 december 2014.
14. ↑  ”SR, P1 1987-12-25”. Svensk mediedatabas. 25 december 1987. http://smdb.kb.se/catalog/id/003175354. Läst 25 december 2014.
15. ↑  ”SR, P1 1988-12-25”. Svensk mediedatabas. 25 december 1988. http://smdb.kb.se/catalog/id/003288167. Läst 25 december 2014.
16. ↑  ”SR, P1 1989-12-25”. Svensk mediedatabas. 25 december 1989. http://smdb.kb.se/catalog/id/001806299. Läst 25 december 2014.
17. ↑  ”SR, P1 1990-12-25”. Svensk mediedatabas. 25 december 1990. http://smdb.kb.se/catalog/id/003211980. Läst 25 december 2014.
18. ↑  ”SR, P1 1991-12-25”. Svensk mediedatabas. 25 december 1991. http://smdb.kb.se/catalog/id/003212752. Läst 25 december 2014.
19. ↑  ”SR, P1 1992-12-25”. Svensk mediedatabas. 25 december 1992. http://smdb.kb.se/catalog/id/003213921. Läst 25 december 2014.
20. ↑  ”SR, P1 1993-12-25”. Svensk mediedatabas. 25 december 1993. http://smdb.kb.se/catalog/id/003123653. Läst 25 december 2014.
21. ↑  ”SR, P1 1994-12-25”. Svensk mediedatabas. 25 december 1994. http://smdb.kb.se/catalog/id/003159203. Läst 25 december 2014.
22. ↑  ”SR, P1 1995-12-25”. Svensk mediedatabas. 25 december 1995. http://smdb.kb.se/catalog/id/001874186. Läst 25 december 2014.
23. ↑  ”SR, P1 1996-12-25”. Svensk mediedatabas. 25 december 1996. http://smdb.kb.se/catalog/id/001874548. Läst 25 december 2014.
24. ↑  ”SR, P1 1997-12-25”. Svensk mediedatabas. 25 december 1997. http://smdb.kb.se/catalog/id/001874920. Läst 25 december 2014.
25. ↑  ”SR, P1 1998-12-25”. Svensk mediedatabas. 25 december 1998. http://smdb.kb.se/catalog/id/001875285. Läst 25 december 2014.
26. ↑  ”SR, P1 1999-12-25”. Svensk mediedatabas. 25 december 1999. http://smdb.kb.se/catalog/id/001875650. Läst 25 december 2014.
27. ↑  ”SR, P1 2000-12-25”. Svensk mediedatabas. 25 december 2000. http://smdb.kb.se/catalog/id/001876016. Läst 25 december 2014.
28. ↑  ”SR, P1 2001-12-25”. Svensk mediedatabas. 25 december 2001. http://smdb.kb.se/catalog/id/001876381. Läst 25 december 2014.
29. ↑  ”SR, P1 2002-12-25”. Svensk mediedatabas. 25 december 2002. http://smdb.kb.se/catalog/id/001876760. Läst 25 december 2014.
30. ↑  ”SR, P1 2003-12-25”. Svensk mediedatabas. 25 december 2003. http://smdb.kb.se/catalog/id/001877111. Läst 25 december 2014.
31. ↑  ”SR, P1 2004-12-25”. Svensk mediedatabas. 25 december 2004. http://smdb.kb.se/catalog/id/003215982. Läst 25 december 2014.
32. ↑  ”SR, P1 2005-12-25”. Svensk mediedatabas. 25 december 2005. http://smdb.kb.se/catalog/id/003027128. Läst 25 december 2014.
33. ↑  ”SR, P1 2006-12-25”. Svensk mediedatabas. 25 december 2006. http://smdb.kb.se/catalog/id/003094858. Läst 25 december 2014.
34. ↑  ”Julotta”. Sveriges Radio. 18 december 2007. http://sverigesradio.se/sida/artikel.aspx?programid=945&artikel=1735272. Läst 25 december 2014.
35. ↑  ”SR, P1 2006-12-25”. Svensk mediedatabas. 25 december 2006. http://smdb.kb.se/catalog/id/002436618. Läst 25 december 2014.
36. ↑  ”SR, P1 2009-12-25”. Svensk mediedatabas. 25 december 2009. http://smdb.kb.se/catalog/id/002589924. Läst 25 december 2014.
37. ↑  ”SR, P1 2010-12-25”. Svensk mediedatabas. 25 december 2010. http://smdb.kb.se/catalog/id/002688642. Läst 25 december 2014.
38. ↑  ”SR, P1 2011-12-25”. Svensk mediedatabas. 25 december 2011. http://smdb.kb.se/catalog/id/002775979. Läst 25 december 2014.
39. ↑  ”SR, P1 2012-12-25”. Svensk mediedatabas. 25 december 2012. http://smdb.kb.se/catalog/id/002872578. Läst 25 december 2014.
40. ↑  ”SR, P1 2013-12-25”. Svensk mediedatabas. 25 december 2013. http://smdb.kb.se/catalog/id/002972016. Läst 25 december 2014.
41. ↑  ”SR, P1 2014-12-25”. Svensk mediedatabas. 25 december 2014. https://smdb.kb.se/catalog/id/003549712. Läst 30 december 2016.
42. ↑  ”SR, P1 2015-12-25”. Svensk mediedatabas. 25 december 2015. https://smdb.kb.se/catalog/id/003633110. Läst 30 december 2016.
43. ↑  ”SR, P1 2016-12-25”. Svensk mediedatabas. 25 december 2016. https://smdb.kb.se/catalog/id/003714861. Läst 29 december 2016.
44. ↑  ”SR, P1 2017-12-25”. Svensk mediedatabas. 25 december 2017. https://smdb.kb.se/catalog/id/003784434. Läst 29 december 2017.
45. ↑  ”SR, P1 2018-12-25”. Svensk mediedatabas. 25 december 2018. https://smdb.kb.se/catalog/id/003851966. Läst 3 januari 2019.
46. ↑  ”SR, P1 2019-12-25”. Svensk mediedatabas. 25 december 2019. https://smdb.kb.se/catalog/id/003958546. Läst 18 januari 2020.
47. ↑  Sveriges Radios julotta på Svensk mediedatabas
48. ↑  Sveriges Radios julotta på Svensk mediedatabas
49. ↑  Sveriges Radios julotta på Svensk mediedatabas
50. ↑  Sveriges Radios julotta på Svensk mediedatabas
51. ↑  Sveriges Radios julotta på Svensk mediedatabas
52. ↑  [Natten skall vika ”https://sverigesradio.se/avsnitt/natten-skall-vika”] (på svenska). Sveriges Radio. 25 december 2024. Natten skall vika. Läst 25 december 2024.